# Sambo nos Jogos Pan-Americanos
O Sambo nos Jogos Pan-Americanos foi introduzido em 1983, em Caracas, e esteve somente nesta edição.

## Ligações Externas
- Sports123